# Saint-Riquier-ès-Plains
Saint-Riquier-ès-Plains è un comune francese di 608 abitanti situato nel dipartimento della Senna Marittima nella regione della Normandia.

## Società

### Evoluzione demografica
Abitanti censiti